# 乳保神社のイチョウ

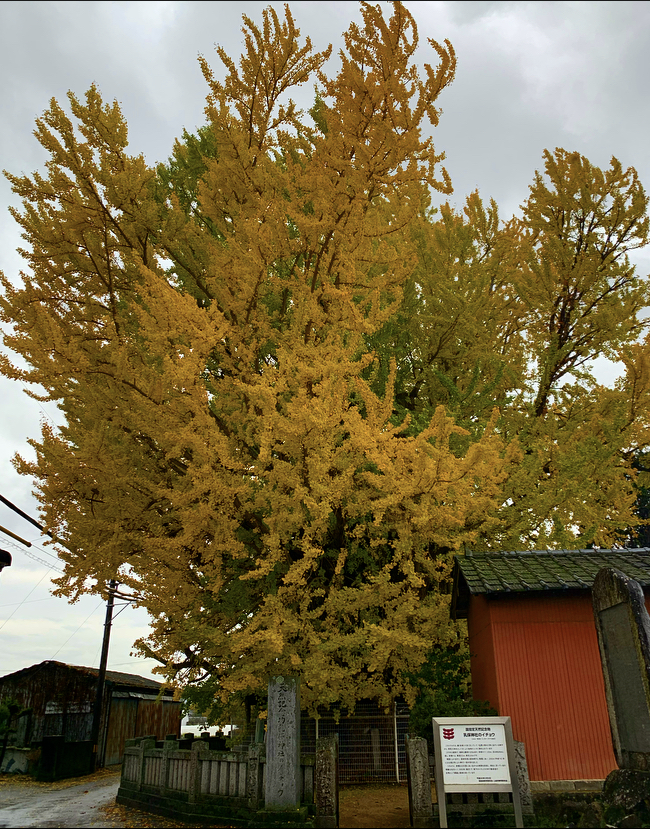
乳保神社のイチョウ

乳保神社のイチョウ（にゅうほじんじゃのイチョウ）は、徳島県板野郡上板町の乳保神社境内にあるイチョウ。

## 概要
樹齢は800年から1000年と推定され、徳島県内のイチョウの中でも、一番長寿ともいわれている。
1944年（昭和19年）11月7日に国の天然記念物に指定された。
幹や枝から多数の気根が垂れ下がり、この形が乳房に似ていることから「乳イチョウ」とも呼ばれ、神社名の由来となっている。
雄株であり実は付けない。寛政年間と昭和の初めに落雷を受け主幹に大きな空洞ができ、1807年（文化4年）と1872年（明治5年）には境内建物や付近民家の火災によって類焼、近年では2004年に台風で幹の一部が折れるなど、たびたび災害に逢いながらもそのたびに樹勢を回復している。

## データ
- 場所：徳島県板野郡上板町高瀬
- 樹齢：約800年から1,000年
- 高さ：約28m[1]
- 幹回り：主幹を気根が取り巻き計測困難だが、約12.5m[3]、約17m[1]、幹周1723cm・主幹1342cm[5]の資料が有る。

## 交通
- 高松自動車道「土成インターチェンジ」より車で約15分。
- JR「牛島駅」より車で約10分。